# Екімян Олексій Гургенович
Екімян Олексій Гургенович (*10 травня 1927 р., Баку, Азербайджан - 24 квітня 1982) — вірменський, український та російський композитор, автор багатьох популярних ліричних пісень, серед яких є шлягери українською мовою. Закінчив Вищу школу МВС СРСР. Генерал-майор міліції, заступник начальника ГУВС Московської області, очолював службу карного розшуку (1970-1973).
Помер 24 квітня 1982 року у Москві. Похований на кладовищі Тохмагел у м. Єревані, Вірменія.

## Біографія
Олексій Екімян був музикантом-самородком. Він народився у Баку в 1927-му. До війни встиг кілька років повчитися в музичній школі, грав на скрипці, проте продовжити спеціальну освіту не вдалося. Пізніше, ставши вже відомим композитором, Олексій Гургенович нерідко через це комплексував. Все йому здавалося: недотягує, не відповідає.
Після війни поїхав відновлювати Харків, подружився з колишніми фронтовиками, вони порадили піти працювати в міліцію. Закінчив середню школу міліції у Володимирі, потім — Вищу школу МВС у Москві. Перш ніж очолити карний розшук Московської області, служив у Браїлові, Серпухові... Людиною він був принциповою, порядок на дільницях наводити вмів, тому й до генерала дослужився швидко. Колеги в погонах навіть не уявляли, що вечорами він пише музику. Коли дізнавалися — був шок.

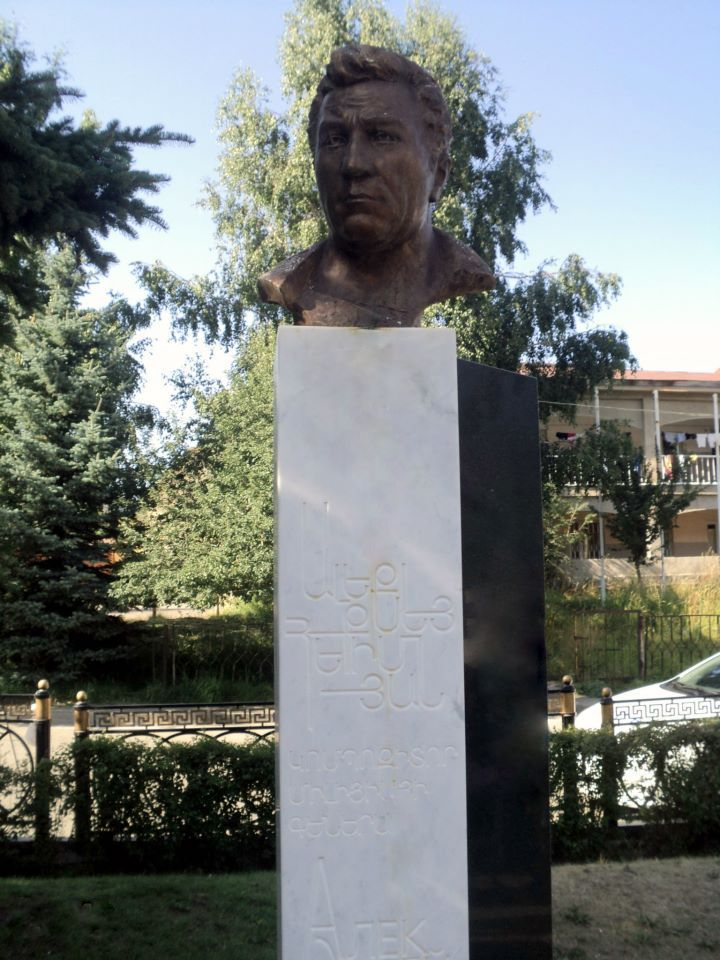

Екімян помер раптово, не доживши до 55. Підвело серце. Воно й раніше давало збої: Олексій Гургенович переніс три інфаркти. Ні карний розшук, ні творчі метання душевному спокою не сприяли. Але навіть за такий короткий термін він зумів прожити дві долі: генеральську і композиторську. Та він взагалі був людиною-скринькою, розкривається не відразу і не для всіх. Так, багато знайомих Екімяна тільки після його смерті дізналися про його величезну славі у Вірменії. Ще на початку 70-х, створивши кілька вірменських циклів — близько 80 пісень на слова вірменських поетів, — він став у Вірменії національним героєм. Тоді ж, на початку 70-х, Олексій Гургенович отримав звання заслуженого діяча мистецтв Вірменії. Він і похований у Єревані — за наполяганням уряду Вірменії - на особливо шанованому в місті кладовищі Арцваберд.
Пісні Екімяна виконували Йосип Кобзон, Вахтанг Кікабідзе, Муслім Магомаєв, Михайло Чуєв, Лев Лещенко, Микола Гнатюк, Анна Герман, Лусіне Закарян, Софія Ротару, Нані Брегвадзе, ансамблі «Самоцвіти», «Арніка» та інші популярні виконавці.

## Пісні українською мовою
Коли у 70-х роках 20-го століття пісні Володимира Івасюка звучали по всьому Радянському Союзу, серед композиторів стало популярним писати пісні саме українською мовою. Завдяки Івасюку, написання гарної української пісні у ті часи було стовідсотковою гарантією всесоюзної популярності. Так, Екімян під впливом творчості Івасюка написав кілька популярних пісень українською мовою, бо вважав це запорукою того, що їх буде співати кожна домогосподарка по всьому Союзу.
А щоб відчути дух і українську мелодику, вирішив познайомитися через Юрія Рибчинського з Володимиром Івасюком, якого високо цінував. Награв свої мелодії, знайшов поетів, які писали тексти, і попросив, щоб В. Івасюк знайшов виконавця для них. Володимир був радий допомогти й порадив один з найкращих українських гуртів того часу — ВІА «Арніку». І вони записали у 1975 році маленький альбом із чотирьох пісень: «Сонячний дощ», «Вишнева сопілка», «Катерина» і «Довга дорога». Будучи вірменином, генерал-майор Екімян так перейнявся українською культурою, що коли у Києві відбувався запис цієї платівки, він приїхав на нього в українській вишиванці. 
Коли у 1979 р. друг і шанувальник творчості В.Івасюка Олексій Екімян, що працював у той час начальником карного розшуку Москви, довідався про загибель українського композитора, то спробував з'ясувати справжню причину його смерті, оскільки у версію самогубства Івасюка не повірив. Але навіть йому, на той час генерал-майору, не вдалося нічого з'ясувати...

## Найкраще Олексія Екімяна (музика)
- "Сонячний дощ" (Ю.Рибчинський),
- "Вишнева сопілка" (Ю.Рибчинський),
- "Катерина" (К.Морозова),
- "Довга дорога" (Б.Стельмах),
- "Мамо" (Д.Луценко),
- "Карпатські гори" (М.Воньо),
- "Ти за мене заміж вийди" (М. Сингаївський),
- "Любиш чи не любиш" ( I. Барах),
- "Киянко мила" (В. Кудрявцев),
- "Подаруй" (I.Барах).